# Min Young-won
Min Young-won (de nacimiento Jo Hyo-kyung) es una  actriz surcoreana. Ha interpretado papeles de apoyo en dramas, tales como Boys Over Flowers y Brilliant Legacy (ambos en 2009).

## Filmografía

### Series de televisión
| Año  | Título                                | Rol                 | Red  |
| ---- | ------------------------------------- | ------------------- | ---- |
| 2003 | Twenty Years Old                      |                     | SBS  |
| 2003 | HDTV Literature "The Fragrant Well"   |                     | KBS2 |
| 2007 | Drama City "Sky Lovers"               |                     | KBS2 |
| 2008 | Sweet Thief                           |                     | OBS  |
| 2009 | Boys Over Flowers                     | Lee Mi-sook         | KBS2 |
| 2009 | Brilliant Legacy                      | Lee Hye-ri          | SBS  |
| 2010 | Prosecutor Princess                   | Lee Yoo-na          | SBS  |
| 2010 | A Good Day for the Wind to Blow       | Park Hwa-young      | KBS1 |
| 2011 | City Hunter                           | Min-hee (invitada)  | SBS  |
| 2012 | I Need a Fairy                        | Jang Hee-bin        | KBS2 |
| 2012 | Suspicious Family                     | Oh Soo-jung         | MBN  |
| 2012 | Drama Special "SOS - Save Our School" | Lee Yoo-jin         | KBS2 |
| 2012 | Seoyoung, My Daughter                 | Lee Yeon-hee        | KBS2 |
| 2017 | The King in Love                      | dama de la corte Jo | MBC  |

### Cine
| Año  | Título       | Papel    |
| ---- | ------------ | -------- |
| 2004 | Foolish Game | Hye-ryun |

### Espectáculo de variedades
| Año         | Título | Red | Notas |
| ----------- | ------ | --- | ----- |
| M Wide News | Mnet   | VJ  |       |

### Vídeos musicales
| Año  | Título de la canción  | Artista |
| ---- | --------------------- | ------- |
| 2007 | "Walking in the Rain" | Wonwoo  |